# Słuchawki

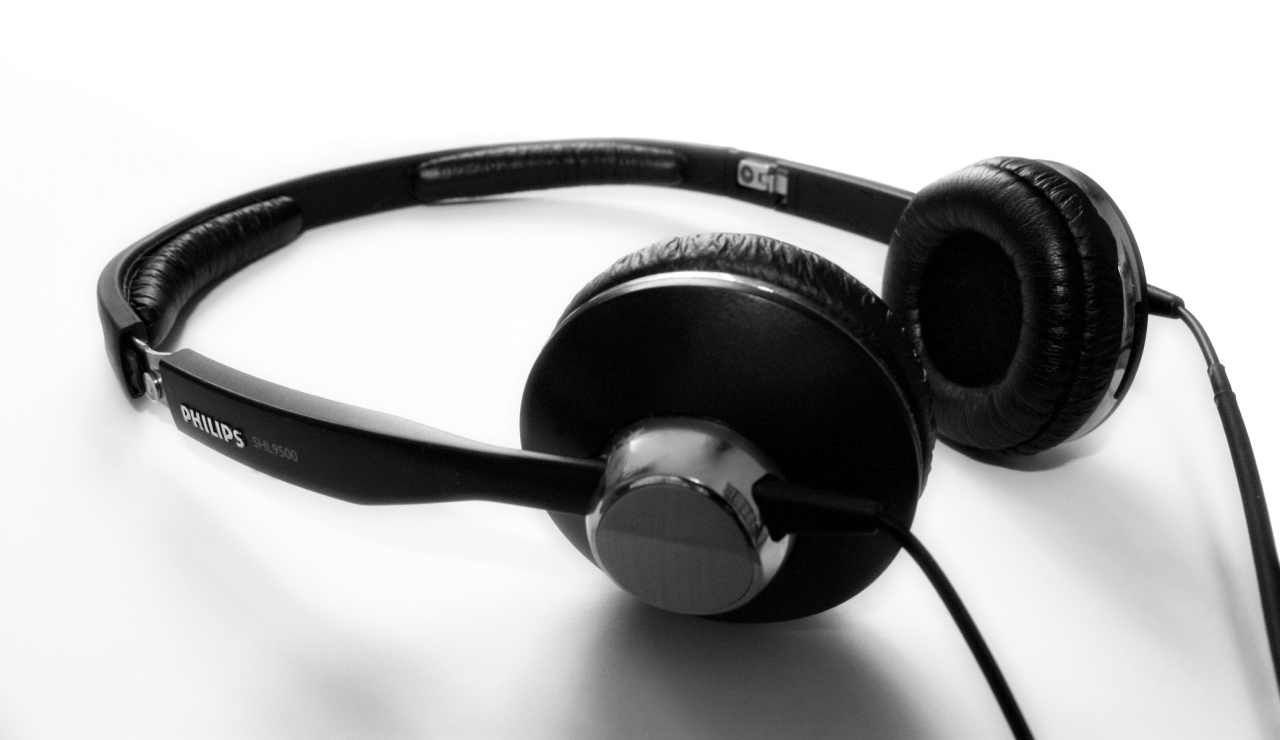
Para słuchawek nausznych, półotwartych

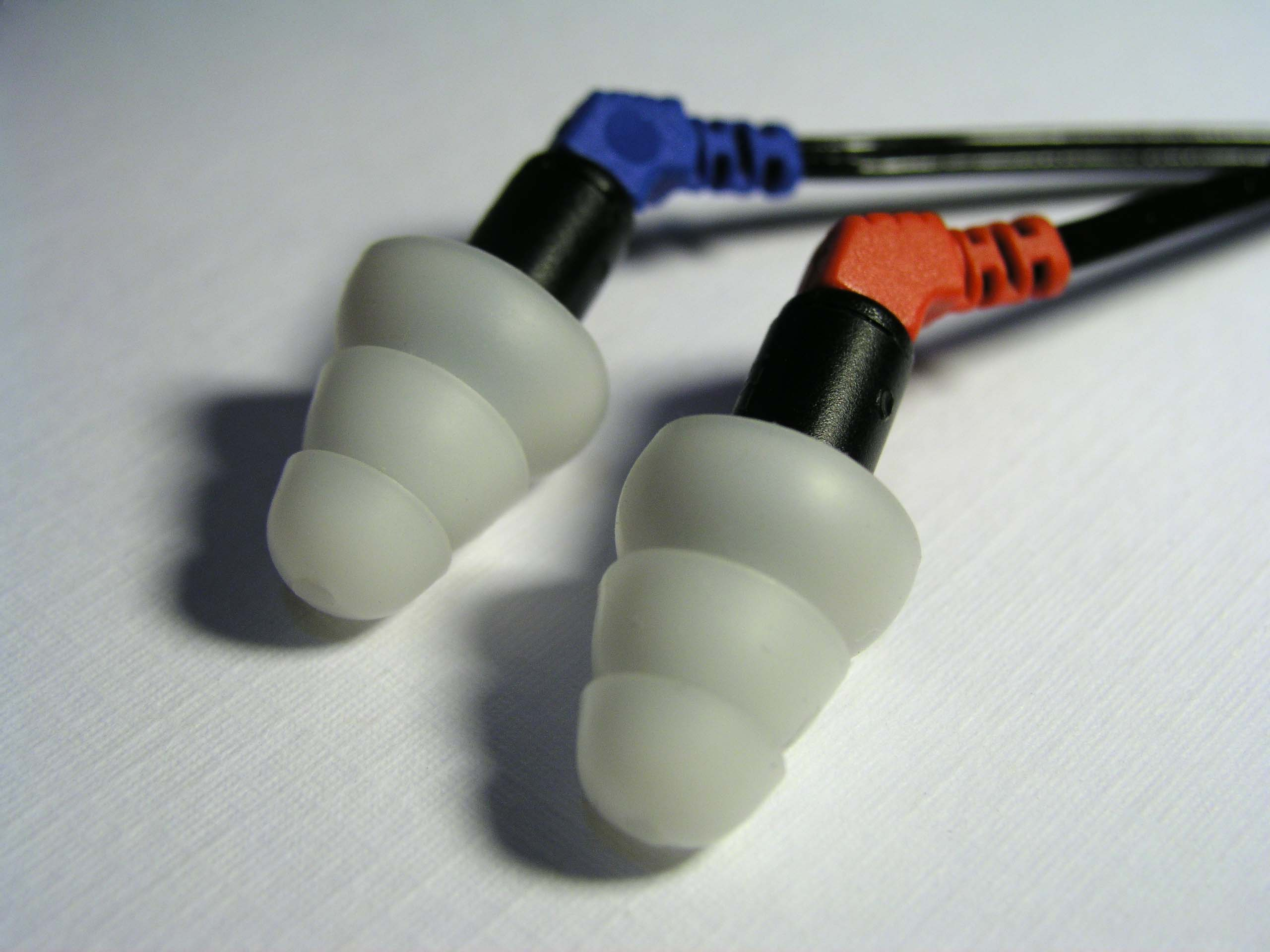
Para słuchawek dokanałowych

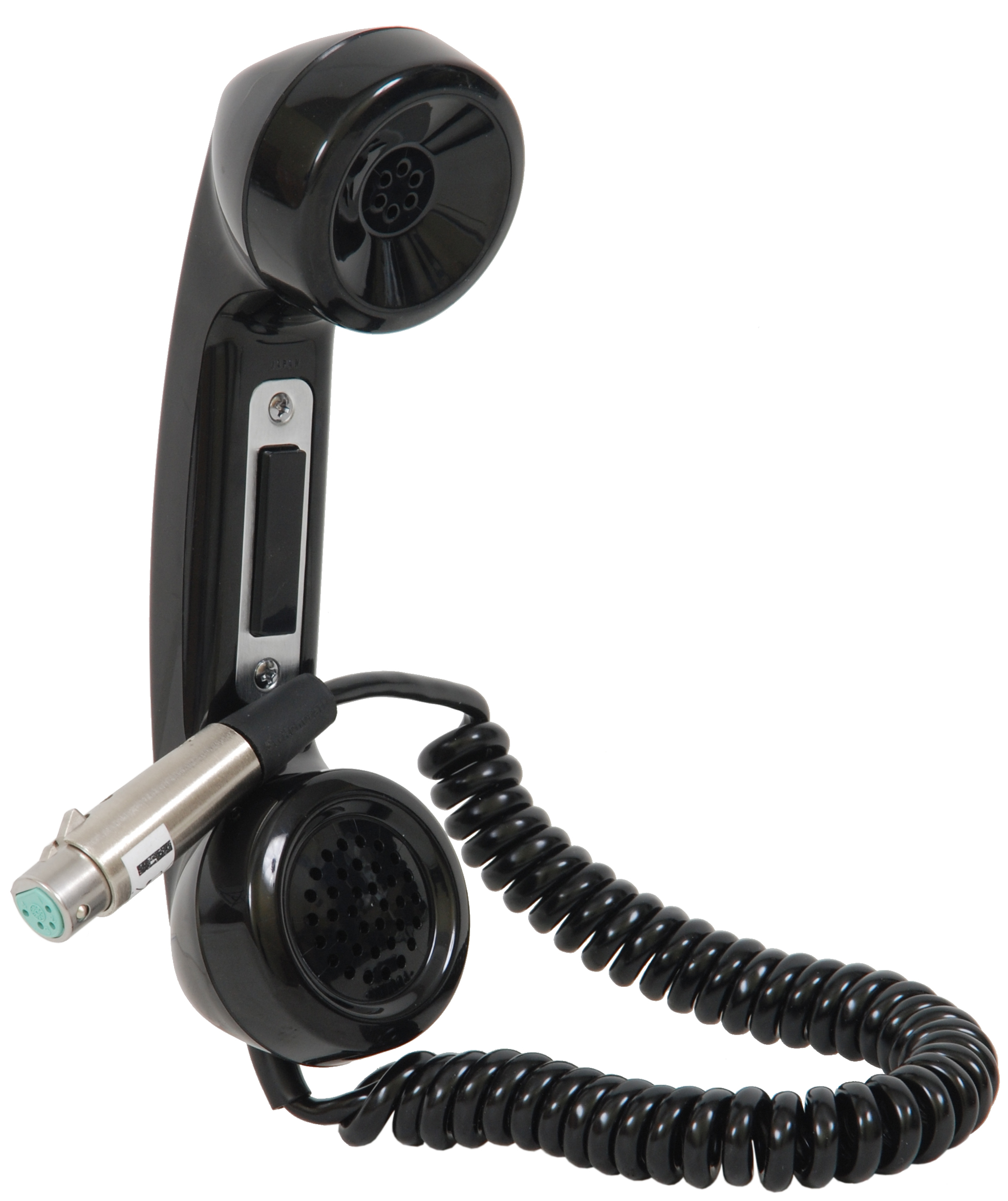
Słuchawka telefoniczna

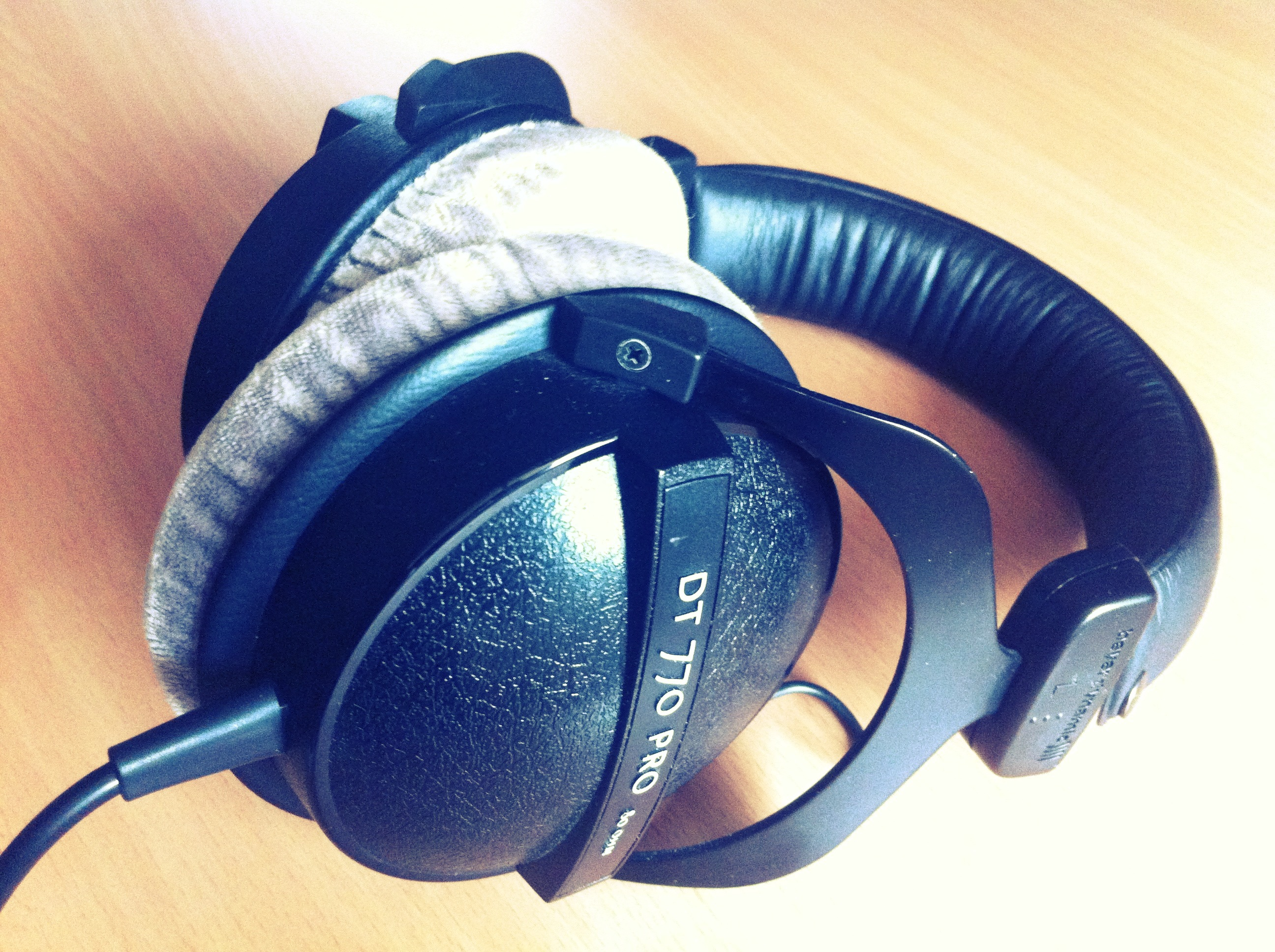
Słuchawki Beyerdynamic DT 770 PRO, przewód poprowadzony z lewej strony; na wykończeniu pałąka umieszczone zostało oznaczenie literowe lewej słuchawki (L) i obok odpowiadające tej literze trzy kropki kodu Braille’a

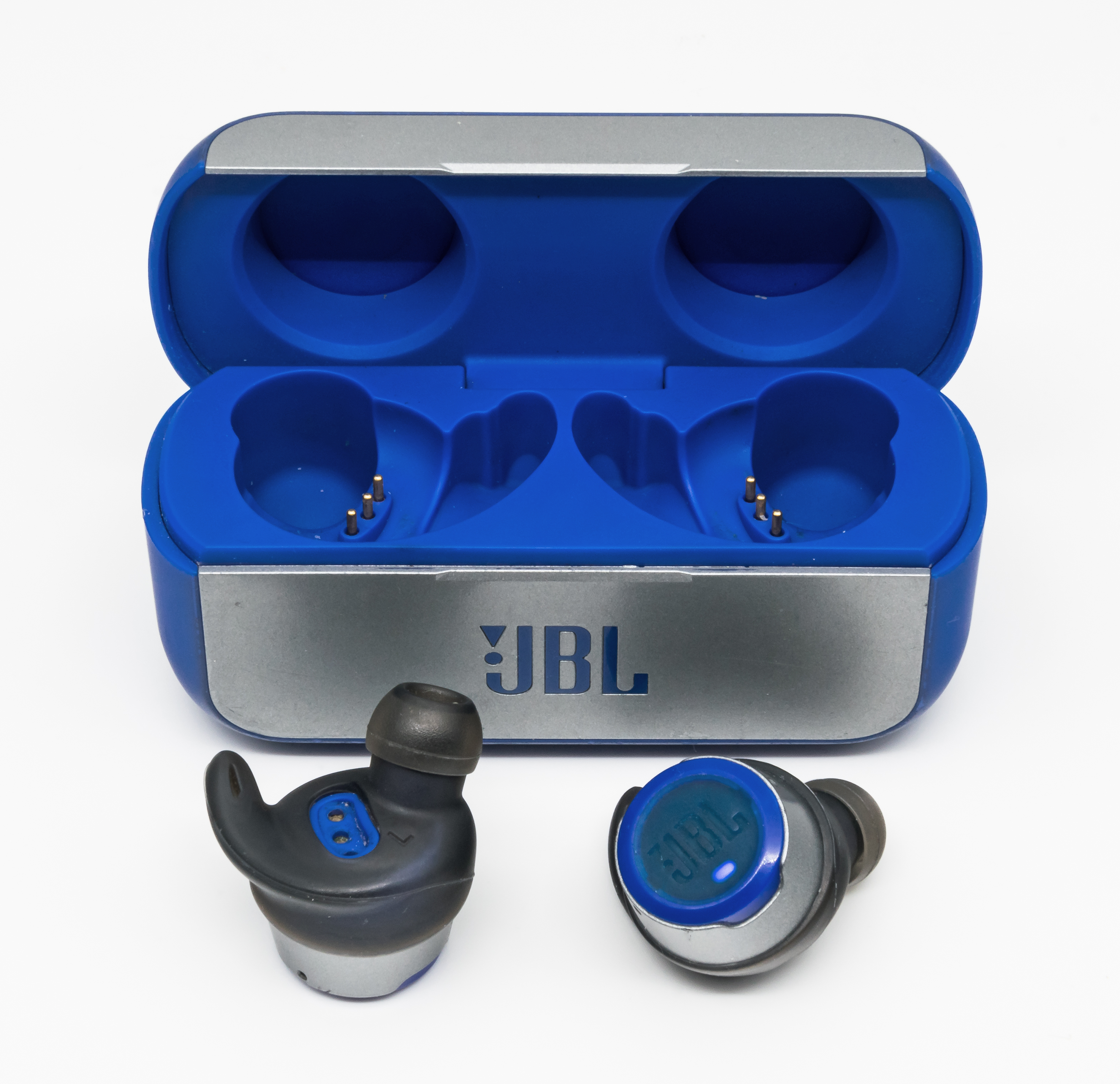
Słuchawki bezprzewodowe łączące się ze źródłem dźwięku przez Bluetooth

Słuchawka – przetwornik elektroakustyczny mający za zadanie przekształcenie sygnału elektrycznego w słyszalną falę dźwiękową, podobnie jak czyni to głośnik; od głośnika jednak odróżnia ją sposób, w jaki jest wykorzystywana: słuchawka służy do indywidualnego odbioru dźwięku, najczęściej umieszcza się ją w bezpośredniej bliskości ludzkiego ucha, a nawet w jego przewodzie słuchowym.
Słowem słuchawka określa się także:
- tzw. mikrotelefon, czyli uchwyt mieszczący zarówno samą słuchawkę, jak i mikrofon telefonu;
- w przypadku telefonów komórkowych lub stacjonarnych bezprzewodowych – cały aparat;
- zestaw słuchawkowy do telefonu komórkowego komunikujący się zwykle z nim poprzez Bluetooth;
- stetoskop, czyli przyrząd diagnostyczny stosowany w medycynie do osłuchiwania pacjenta.

## Cechy konstrukcyjne
Ze względu na użyty przetwornik elektroakustyczny, słuchawki dzieli się na:
- elektromagnetyczne (czasem w skrócie nazywane „magnetycznymi”) – z membraną z materiału ferromagnetycznego (najczęściej ze stali), której ruch wzbudzany jest przez zmiany pola magnetycznego w nieruchomej cewce znajdującej się w bezpośredniej bliskości membrany[1];
- elektrodynamiczne (albo krótko „dynamiczne”) – z membraną papierową lub z tworzywa sztucznego, której ruch wzbudzany jest przez przyklejoną do niej małą cewkę, umieszczoną w silnym stałym polu magnetycznym, poruszającą się wskutek przepływającego przez nią prądu zmiennego;
- elektrostatyczne – z membraną wzbudzaną przez zmiany pola elektrycznego;
- piezoelektryczne („krystaliczne”) – z membraną pobudzaną wskutek zjawiska piezoelektrycznego[2].
- elektrodynamiczne z kotwicą zrównoważoną (ang. Balanced Armature) – z rdzeniem z miękkiej stali połączonym sztywno z membraną, znajdującym się pomiędzy nieruchomymi magnesami stałymi i nawiniętą wokół cewką[3].

Ze względu na konstrukcję słuchawki, wyróżnia się:
- słuchawki wokółuszne (zamknięte), w których cała małżowina uszna umieszczona jest, wraz ze słuchawką, w niewielkiej komorze;
- słuchawki nauszne (zamknięte), w których małżowina uszna przykryta jest słuchawką umieszczoną w niewielkiej komorze;
- słuchawki półotwarte, o konstrukcji częściowo osłaniającej ucho[4];
- słuchawki otwarte, których używa się poprzez zbliżenie ucha do membrany słuchawki tak, że małżowina ucha pozostaje odsłonięta;
- słuchawki douszne, które wsuwa się (częściowo) do wnętrza kanału słuchowego[5];
- słuchawki dokanałowe, które do poprawnego odsłuchu wymagają uszczelnienia kanału słuchowego[6].

Słuchawki bywają czasem – zwłaszcza słuchawki nauszne – mocowane do sprężynującego pałąka, który pozwala na utrzymanie ich na głowie; czasem do pałąka mocowany jest dodatkowo miniaturowy mikrofon. Często słuchawki używane są parami, na lewe i prawe ucho, co umożliwia odsłuch stereofoniczny. W zastosowaniach wojskowych słuchawki wmontowywane bywają do wnętrza hełmu (hełmofonu).
W celu rozróżnienia kanałów w słuchawkach stereofonicznych ich producenci stosują różne konstrukcje (np. główny kabel poprowadzony tylko do jednej strony słuchawek, ich profilowanie) i oznaczenia takie jak L i R na ucho odpowiednio: lewe i prawe (od pierwszych liter angielskich słów left i right) oraz niekiedy, aby ułatwić obsługiwanie urządzenia także osobom niewidomym i niedowidzącym, adekwatne oznaczenia w systemie Braille’a (obydwa kanały), ewentualnie w uproszczonym systemie Braille’a, to znaczy, oznaczana jest wówczas słuchawka lewa (bo litera L składa się tylko z trzech pionowo ułożonych istotnych kropek).

## Redukcja szumów
Redukcja szumów, czyli dźwięków dobiegających z otoczenia, dzieli się na pasywną i aktywną redukcję szumów.
Pasywna redukcja szumów polega na zaprojektowaniu kształtu słuchawki, w taki sposób, aby blokowała ona docieranie fal dźwiękowych z otoczenia. Słuchawki, które zapewniają największą izolację dźwiękową, ze względu na swoją budowę to: słuchawki wokółuszne zamknięte, nauszne zamknięte, douszne oraz dokanałowe. Szczególnym modelem są słuchawki dla perkusistów, które tłumią dźwięk bębnów płynący z otoczenia w trakcie gry, tak aby perkusista słyszał czysty nagrany w czasie rzeczywistym w słuchawkach.
Aktywna redukcja szumów (eng. Active Noise Cancelling – ANC) przebiega w oprogramowaniu słuchawek, które analizuje zebrane przez mikrofon dźwięki, wzmacnia pożądane, wycisza niepożądane i przekazuje do słuchawki. Takie słuchawki muszą być wyposażone w mikrofon, oprogramowanie oraz źródło energii (najczęściej baterię). Niektóre modele pozwalają użytkownikom wybierać poziom wygłuszania dźwięków otoczenia w zależności od preferencji.